# Araucaria heterophylla
Araucaria heterophylla, popularmente conhecida como araucária-de-norfolque e pinheiro-de-norfolk, é uma árvore nativa da Ilha Norfolque na Austrália.
De grande porte, pode ser encontrada em várias regiões do mundo, desde regiões frias até às mais quentes.

## Dados morfológicos
Os seus exemplares crescem até uma altura de 50-65 metros, com troncos verticais e ramos simétricos, mesmo em zonas em que os ventos são muito fortes.
As folhas são agulhas, 1-1,5 cm de comprimento, cerca de 1 mm de espessura na base, em árvores jovens, e encurvadas, 5–10 mm de comprimento.As pinhas medem 10–12 cm e 12-14 centímetros de diâmetro, e levam 18 meses para amadurecer, nessa altura elas abrem e libertam os pinhões, que são comestíveis.
O nome científico "heterophylla" ("diferentes folhas") decorre da variação das folhas entre as plantas jovens e as adultas.